# Jiuquans satellituppskjutningscenter
Jiuquans satellituppskjutningscenter (酒泉卫星发射中心) är en rymdraketbas i Folkrepubliken Kina. Basen är belägen i Ejin i Inre Mongoliet, men har fått sitt namn från Jiuquan i Gansuprovinsen. Basen grundades 1958 och blev därmed den första av Kinas rymdbaser, och det är här flest tester och uppskjutningar har skett.
Basen upptar 2 800 km2 och klimatet gör det möjligt för uppskjutningar 300 dagar om året. Centret används huvudsakligen för att skjuta upp satelliter. Den har också kapacitet för tester av medel- och långdistansmissiler.